# フェルナンド・マルサウ・オリヴェイラ
マルサウ（Marçal）ことフェルナンド・マルサウ・オリヴェイラ（Fernando Marçal Oliveira、1989年2月19日 - ）はブラジルのサッカー選手。ボタフォゴFR所属。ポジションはDF。

## 経歴
ブラジルのグレミオFBPAの下部組織出身で、2010年にポルトガルのSCUトレンセに移籍する。その後CDナシオナルで80試合以上に出場したことで、プリメイラ・リーガのSLベンフィカの目にとまった。2014-15シーズンに5年契約で移籍した。
2015年8月20日、ガズィアンテプスポルに期限付き移籍。2017年6月16日、前年に所属していたEAギャンガンで主力として活躍したことでオリンピック・リヨンに450万ユーロで移籍した。2018年3月にはガラタサライが興味を示していると報じられた。
2020年9月6日、ウルヴァーハンプトン・ワンダラーズFCと2年契約を結んだことが発表された。
2022年6月16日、ボタフォゴFRと2年半契約を結んだことが発表された。